# 3855-ös busz
A 3855-ös jelzésű autóbuszvonal egy Szerencs és Taktaharkány között közlekedő helyközi járat, amelyet a Volánbusz Zrt. üzemeltet Prügy érintésével.

## Útvonala
Szerencs vasútállomásáról indul. A 37-es főúton mindössze annyit tartózkodik, amíg el nem fordul Prügy felé. A 3622-es mellékúton halad, a vonal 10. kilométerénél ér a borsodi faluba. Autóbusz fordulóját minden alkalommal érinti, kettő hétfőtől szombatig közlekedő járaton kívül az összes itt végállomásozik. A két kivétel délnyugati irányban robog tovább Taktakenézre, eddig azonos útvonalon halad a 3853-as vonallal. A Taktaközön átgázolva jut el a környék egyik nagyközségébe, Taktaharkányba, az itt elhelyezkedő vasútállomáson végállomásozik.
Ellentétes irányban útvonala változatlan.

## Közlekedése
Indításszáma magas, viszont a környéket az imént említett 3853-as buszok szolgálják ki nagyobb mértékben. Szerencs és Taktaharkány vasútállomásán is vasúti csatlakozást biztosítanak Miskolc és Sátoraljaújhely felé/felől. Taktaharkány tömegközlekedését autóbuszok tekintetében kizárólag ez, és egy Tiszaújváros felőli vonal (3974-es) szolgálja ki, utóbbi tanítási napokon egyetlen busszal. Jelentősebb a vasúti közlekedés.
| Útvonal                               | Indításszám | Közlekedési rend     |
| ------------------------------------- | ----------- | -------------------- |
| Szerencs, vá. – Taktaharkány, vá.     | 1 pár       | munkanapokon         |
| Szerencs, vá. – Taktaharkány, vá.     | 1 pár       | szabadnapokon        |
| Prügy, aut. ford. ➝ Szerencs, vá.     | 1 oda       | munkanapokon         |
| Prügy, aut. ford. – Taktaharkány, vá. | 6 pár       | munkanapokon         |
| Prügy, aut. ford. – Taktaharkány, vá. | 3 pár       | szabadnapokon        |
| Prügy, aut. ford. – Taktaharkány, vá. | 2 pár       | munkaszüneti napokon |

## Megállóhelyei
| 0  | Szerencs, vasútállomás végállomás            | 0.0 km  | 3729, 3730, 3806, 3851, 3852, 3853, 3859, 3860, 3895 Füzér InterCity, gyorsvonat, Tokaj InterCity, Zemplén InterCity, személyvonat – Sárospatak [80.] |
| 1  | Szerencs, csokoládégyár                      | 0.8 km  | 3729, 3730, 3806, 3807, 3851, 3852, 3853, 3859, 3860, 3895                                                                                            |
| 2  | Szerencs, autóbusz-váróterem                 | 1.2 km  | 3853 |
| 3  | Szerencs, Nagyváradi utca 11.                | 2.0 km  | 3853 |
| 4  | Szerencs, Pozsonyi utca 51.                  | 2.7 km  | 3853 |
| 5  | Prügy, Móricz Zsigmond utca                  | 10.4 km | 3853 |
| 6  | Prügy, posta                                 | 11.3 km | 3853 |
| 7  | Prügy, orvosi rendelő                        | 11.6 km | 3853 |
| 8  | Prügy, autóbusz-forduló vonalközi végállomás | 12.2 km | 3853 |
| 9  | Prügy, termelőszövetkezeti tanya bejárati út | 13.1 km | 3853 |
| 10 | Taktakenéz, vegyesbolt                       | 16.5 km | 3853 |
| 11 | Taktakenéz, autóbusz-váróterem               | 16.9 km | 3853 |
| 12 | Tiszamente Mezőgazdasági Termelőszövetkezet  | 18.6 km | – |
| 13 | Taktaharkány, művelődési ház                 | 24.6 km | – |
| 14 | Taktaharkány, vasútállomás végállomás        | 25.7 km | 3974 gyorsvonat, személyvonat – Taktaharkány [80.] |